# Ona Llibres (boekhandel)

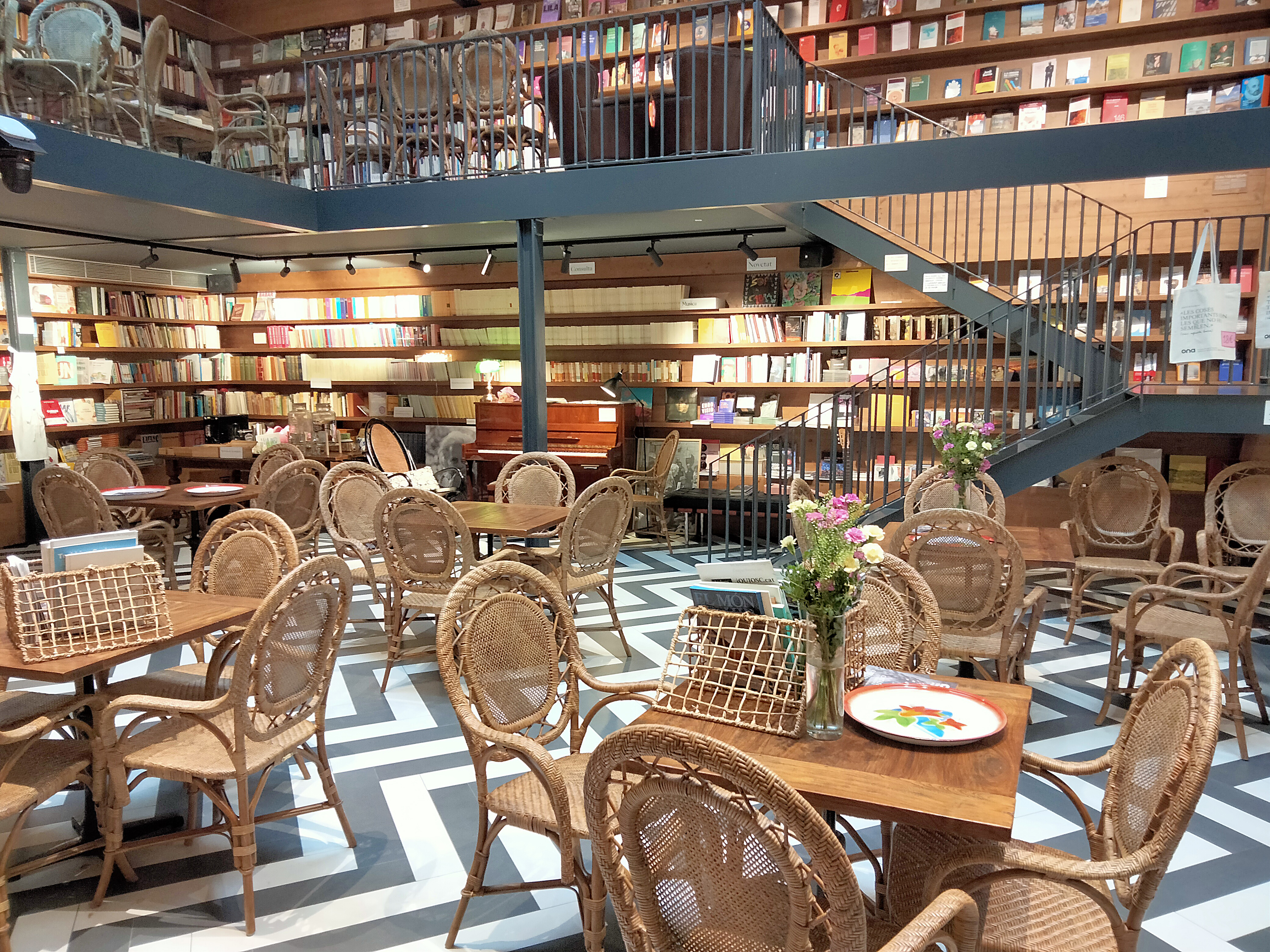
Ona Llibres

Ona Llibres is een boekwinkel in Barcelona gespecialiseerd in Catalaanstalige literatuur. Sinds 2022 is de leiding in handen van schrijfster en uitgeefster Iolanda Batallé. De boekhandel is gevestigd aan Carrer de Pau Claris 94.

## Geschiedenis
Ona Llibres werd in 1962 opgericht door Josep Espar i Ticó en Jordi Úbeda i Bauló onder de naam Llibreria Ona. Hun doel was de promotie van de Catalaanse taal en cultuur.
In 1972 richtten zij de distributeur L'Arc de Berà op die verantwoordelijk werd voor de groothandel in Catalaanstalige boeken (fictie, non-fictie, poëzie) in Catalonië en de Balearen. Dit bedrijf werd ook eigenaar van het pand van de Llibreria Ona, van waaruit boeken direct aan klanten werden verkocht.
In 2010 zag de boekwinkel zich gedwongen te sluiten vanwege financiële problemen van L'Arc de Berà. Drie jaar later vond de heropening plaats aan de Carrer Gran de Gràcia, met een nieuwe eigenaar en de nieuwe naam Ona Llibres. 
Naast de verkoop van boeken heeft de winkel tot doel de promotie en verspreiding van literatuur en cultuur in het Catalaans in het algemeen, een functie die aansluit bij het oorspronkelijke oogmerk tijdens de oprichting.
In 2020 is aan de Carrer de Pau Claris 94 een nieuw pand van ruim 1.000 m² geopend dat tevens dienstdoet als cultureel centrum.
De boekhandel heeft een YouTube-kanaal met een programma waarin Juliana Canet boeken aanbeveelt. 
In 1986 ontving Llibreria Ona de prestigieuze prijs Creu de Sant Jordi, ingesteld door de Generalitat de Catalunya, wegens verdiensten op het terrein van bevordering van de Catalaanse taal en cultuur.